# Веснино (озеро)
Веснино (фин. Kahvenitsanjärvi) — озеро на территории Плодовского сельского поселения Приозерского района Ленинградской области.

## Общие сведения
Площадь озера — 0,9 км². Располагается на высоте 23,0 метров над уровнем моря.
Форма озера продолговатая: вытянуто с северо-запада на юго-восток. Берега преимущественно заболоченные.
Из северо-западной оконечности озера вытекает ручей Веснинский, втекающий в озеро Вуоксу.
Недалеко от юго-восточной оконечности озера расположен посёлок Веснино, через который проходит дорога местного значения 41К-154 («Торфяное — Отрадное — Заостровье»).
Код объекта в государственном водном реестре — 01040300211102000012554.